# Chen Nien-chin
Chen Nien-chin (chiń. 陳念琴; pinyin Chén Niànqín; ur. 10 maja 1997 w Hualianie) – tajwańska bokserka, brązowa medalistka olimpijska, złota i brązowa medalistka mistrzostw świata, mistrzyni Azji, srebrna medalistka igrzysk olimpijskich młodzieży. Występowała w kategoriach od 66 do 75 kg.

## Kariera
Przygodę z boksem zaczęła w 2010 roku.
W 2014 roku na igrzyskach olimpijskich młodzieży w Nankinie zdobyła srebrny medal w kategorii do 75 kg, przegrywając w finale z Elżbietą Wójcik. Dwa lata później podczas mistrzostw świata w Astanie zdobyła brązowy medal. W półfinale przegrała z późniejszą mistrzynią Amerykanką Claressą Shields.
Na igrzyskach olimpijskich w Rio de Janeiro odpadła w pierwszej rundzie, przegrywając z Rosjanką Jarosławą Jakuszyną 0:3. Podczas mistrzostw Azji w 2017 roku w Ho Chi Minh poniosła porażkę w półfinale z Koreanką Seon Su-jin.
W 2018 roku została mistrzynią świata w Nowym Delhi w kategorii do 69 kg. Po zwycięstwach w ćwierćfinale z Kanadyjką Myriamą Silvą Rondeau i w półfinale z Lovliną Borgohainą z Indii pokonała w finale również Chinkę Gu Hong 3:2.
Rok później zdobyła srebrny medal mistrzostw Azji w Bangkoku po niejednogłośnej porażce w finale z Chinką Gu Hong. W półfinale pokonała Darigę Szakimową z Kazachstanu.
W 2021 roku ponownie wzięła udział w Letnich Igrzyskach Olimpijskich, gdzie w rywalizacji kobiet do 69 kg odpadła w ćwierćfinale z Lovliną Borgohain. Wzięła również udział w Igrzyskach Olimpijskich 2024 w Paryżu, gdzie w rywalizacji kobiet do 66 kg zdobyła brązowy medal, przegrywając w półfinale z Yang Liu.